# Mijaíl Pávlovich Bestúzhev-Riumin

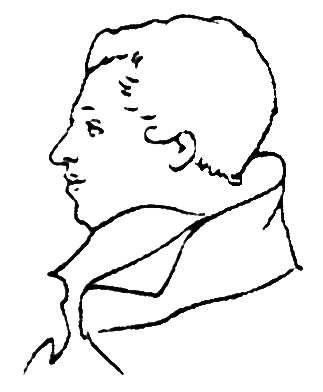

Mijaíl Pávlovich Bestúzhev-Riumin (en ruso: Михаил Павлович Бестужев-Рюмин), nació el 4 de junio de 1801 (23 de mayo según el calendario juliano) y murió el 25 de julio de 1826 (13 de julio según el calendario juliano). Fue un militar y revolucionario ruso de la Revuelta Decembrista, el 26 de diciembre de 1825. Fue el más joven de todos los militares que tomaron parte en dicha revuelta.
Era hijo del alcalde de Gorbátov, Pável Bestúzhev-Riumin, quien también era patrón de 640 siervos y dueño de una fábrica de Muselina, miembros de una noble familia. A pesar de la posición de su padre como alcalde, Mijaíl descendía del conde Alekséi Bestúzhev-Riumin (1693 - 1766).
- Datos: Q962523
- Multimedia: Mikhail Bestuzhev-Ryumin / Q962523